# Sicyopus sasali
Sicyopus sasali es una especie de pez de la familia de los    Gobiidae en el orden de los Perciformes.

## Morfología
Los machos pueden llegar a alcanzar los 4,1 cm de longitud total y las  hembras 4.35.

## Hábitat
Es un pez de Agua dulce, de clima tropical y demersal.

## Distribución geográfica
Se encuentra en Oceanía: Futuna.

## Observaciones
Es inofensivo para los humanos.